# Seversky XP-41
El Seversky XP-41 fue un avión de caza construido en los Estados Unidos en 1939, por la Seversky Aircraft, para el Cuerpo Aéreo del Ejército de los Estados Unidos. 

## Diseño y desarrollo

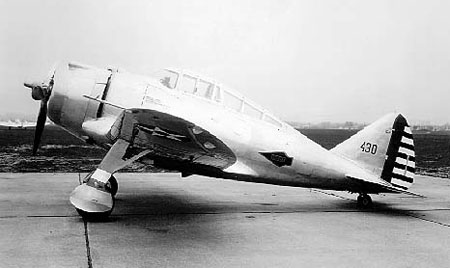
Vista lateral del Seversky XP-41.

Un único prototipo fue modificado usando como base un Seversky P-35 de producción, añadiendo una nueva cubierta aerodinámica, un motor Pratt & Whitney R-1830-19 con sobrealimentador de dos velocidades, y tren de aterrizaje revisado. El XP-41 voló por primera vez en marzo de 1939. El avión fue desarrollado en paralelo con el P-43 Lancer, y los trabajos fueron detenidos cuando el USAAC mostró preferencia por este último.

## Operadores
Estados Unidos
- Cuerpo Aéreo del Ejército de los Estados Unidos

## Especificaciones

### Características generales
- Tripulación: Uno (piloto)
- Longitud: 8,2 m (26,9 ft)
- Envergadura: 11 m (36,1 ft)
- Altura: 3,8 m (12,5 ft)
- Superficie alar: 20,4 m² (219,6 ft²)
- Peso vacío: 2450 kg (5399,8 lb)
- Peso cargado: 3000 kg (6612 lb)
- Peso máximo al despegue: 3273 kg (7213,7 lb)
- Planta motriz: 1× motor radial de 14 cilindros en dos filas, refrigerado por aire y con sobrealimentador de dos velocidades Pratt & Whitney R-1830-19.
  - Potencia: 895 kW (1234 HP; 1217 CV)

### Rendimiento
- Velocidad máxima operativa (Vno): 517 km/h (321 MPH; 279 kt)
- Velocidad crucero (Vc): 470 km/h (292 MPH; 254 kt)
- Alcance: 1168 km (631 nmi; 726 mi)
- Techo de vuelo: 9600 m (31 496 ft)
- Carga alar: 147,1 kg/m² (30,1 lb/ft²)
- Potencia/peso: 0,30 kW/kg (0,18 hp/lb)

### Armamento
- Ametralladoras: 

  - 1x Browning M2 de 12,7 mm fija de tiro frontal
  - 1x M1919 de 7,62 mm fija de tiro frontal

## Aeronaves relacionadas

### Desarrollos relacionados
- Seversky P-35
- Republic P-43 Lancer
- P-47 Thunderbolt

### Secuencias de designación
- Secuencia P-_ (Cazas (Pursuit) del USAAC/USAAF/USAF, 1924-1962): ← P-38 - P-39 - P-40 - XP-41 - P-42 - P-43 - P-44 →